# موتيسه الثاني ملك بوغندا
موتيسه الثاني من بوغندا (بالإنجليزية: Mutesa II of Buganda) (و. 1924 – 1969 م) هو سياسي من أوغندا ولد في الرباط.

## التعليم
تعلم في جامعة كامبريدج.

## روابط خارجية
- موتيسه الثاني ملك بوغندا على موقع الموسوعة البريطانية (الإنجليزية)
- موتيسه الثاني ملك بوغندا على موقع مونزينجر (الألمانية)